# یونوکال

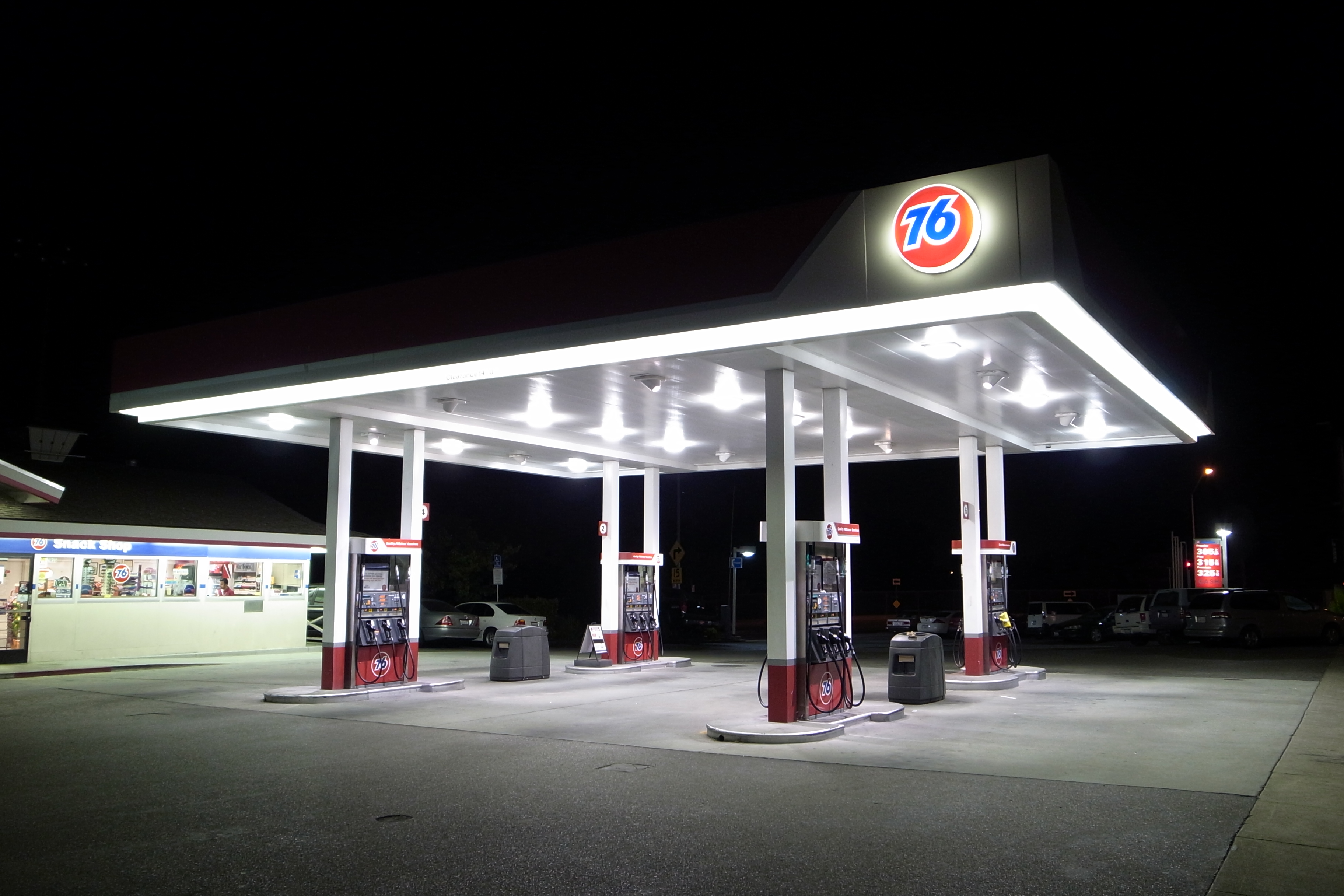
جایگاه پمپ بنزین یونوکال

یونوکال (به انگلیسی: Unocal) شرکت نفتی آمریکایی است، که دفتر مرکزی آن در شهر ال سگوندو، کالیفرنیا قرار دارد.
این شرکت در سال ۱۸۹۰ تأسیس شد و در اواخر قرن ۱۹، قرن ۲۰ و اوایل قرن ۲۱ میلادی، یکی از بزرگترین کمپانی‌های نفتی بود، که در زمینه اکتشاف نفت و بازاریابی در این صنعت فعالیت می‌نمود.
در تاریخ ۴ آوریل ۲۰۰۵ مدیران شرکت شورون برای خرید شرکت یونوکال، با مسئولان این شرکت شروع به مذاکره نمودند. قیمت پیشنهادی از طرف مسئولان یونوکال مبلغ ۱۸٫۴ میلیارد دلار اعلام شد.
در تاریخ ۱۰ اوت ۲۰۰۵ سهام‌داران یونوکال، واگذاری این شرکت را به شرکت شورون اعلام نمودند. این شرکت در نهایت به ارزش ۱۸ میلیارد دلار معامله شد.
در حال حاضر فعالیت‌های شرکت یونوکال به‌عنوان یک شرکت مستقل، متوقف شده است، ولی همچنان به‌عنوان یک شرکت تابعه از شورون، با مدیریت مستقل، فعالیت می‌نماید.